# Museum Jorn
Museum Jorn er et statsanerkendt kunstmuseum beliggende ved Remstrup Å (Gudenåen) i Silkeborg.
Museum Jorns kunstsamlinger bygger på en donation af over 5.500 kunstværker (af henved 140 internationale kunstnere), som Asger Jorn løbende overdrog til byen Silkeborg mellem 1953 og 1973. Efter Jorns død i 1973 er museets samlinger vokset til en kollektion af over 30.000 genstande bestående af primært moderne og nutidig kunst. Blandt de over 600 repræsenterede kunstnere findes der i samlingerne værker af bl.a. COBRA kunstnere, internationale Situationister, Max Ernst, Francis Picabia, Fernand Léger, Man Ray, Per Kirkeby, Georg Baselitz og Andreas Slominski.
Museets udstillingsprogram omfatter præsentationer af både klassisk-modernistiske kunstneriske positioner - som James Ensor, Pablo Picasso, Le Corbusier og Edvard Munch - og international nutidskunst - bl.a. af Per Kirkeby, Georg Baselitz, Andreas Slominski, Cindy Sherman og Erwin Wurm. Museet har også haft udstillinger med national nutidskunst, bl.a. kunstnergruppen Silkaden med Leif Dræby og Randi Kornerup Bang.

## Historie og arkitektur
Museum Jorns historie går tilbage til 1940, da museumsforeningen for Silkeborg og Omegn foretog sit første indkøb af kunst. I 1951 blev et lokale indrettet i det lokalhistoriske museum i Silkeborg Hovedgård, Silkeborg Museum, til præsentation af kunst og kunsthåndværk.
I 1961 præsenterede museet sin kunstsamling i lokaler i den gamle Th.Langs Skolers bygning i Silkeborg og i 1965 blev den selvejende institution Silkeborg Kunstmuseum stiftet. I 1973 overtog kunstmuseet hele Th. Langs skolebygning, hvor det havde til huse indtil 1982.
Den 3 marts 1982, i anledning af Asger Jorns fødselsdag, flyttede Silkeborg Kunstmuseum til et nyopført bygningskompleks på en 8000 m2 grund ved Remstrup Å. Bygningen blev tegnet af arkitekt Niels Frithiof Truelsen og var bl.a. inspireret af Constantin Brâncuşis atelier foran Centre Georges Pompidou i Paris.
På grund af museets efterhånden store internationale samling, egne indkøb samt kunstneres og samleres donationer blev udstillingsfaciliteterne med årene utilstrækkelige. Det medførte, at en tilbygning – også tegnet af Niels Frithiof Truelsen – blev tilføjet i 1997/1998. Udstillingsarealet forøgedes derved til 3.200 m2 foruden et dagslysfrit galleri i underetagen til udstilling af arbejder på papir.
I 2010 skiftede kunstmuseet navn til Museum Jorn.
I 2018 åbnede museet sit omfattende Per Kirkeby arkiv.

## Museets samlinger
Museum Jorn huser i dag over 30.000 arbejder af 600 forskellige kunstnere fra hele verden.
Ud over Asger Jorns malerier, skulpturer, vævninger, grafik og tegninger rummer samlingerne en omfattende bestand af Per Kirkebys kunst.
Repræsenteret i museets samlinger er bl.a. Johannes Holbek, Julius Paulsen, Albert Gottschalk, Jens Adolf Jerichau, Aksel Jørgensen, Sonja Ferlov Mancoba, Erik Ortvad, Frank Rubin, Poul Gernes, Richard Winther, Jean Dubuffet, Pierre Alechinsky, Erik Nyholm, Max Ernst, Francis Picabia, Le Corbusier, Fernand Léger, Ejler Bille, Bjerke Petersen, Carl-Henning Pedersen, Egill Jacobsen, Henry Heerup og Wilhelm Freddie. Fra COBRA-gruppen ses Pierre Alechinsky, Karel Appel, Constant Nieuwenhuis, Reinhoud D'Haese, Theo Wolvecamp og fra 1950'erne: Enrico Baj, Jean Dubuffet, Pinot Gallizio, Wifredo Lam, Roberto Matta, Henri Michaux, Walasse Ting, Pierre Wemaëre og Gruppe SPUR m.fl